# 東北森林管理局
東北森林管理局（日语：／ Tōhoku shinrin kanrikyoku */?）是日本林野廳在秋田市的地方支分部局，管轄範圍為青森縣、岩手縣、秋田縣、宮城縣、山形縣。東北地方中、福島縣受關東森林管理局管轄。

## 組織
- 東北森林管理局（秋田市中通）
  - 森林技術中心（青森縣北津輕郡中泊町大字中里字龜山）
  - 藤里森林中心（秋田縣山本郡藤里町藤琴字大關添）
  - 津輕白神森林環境保全交流中心（青森縣西津輕郡鰺澤町大字米町）
  - 朝日莊内森林環境保全交流中心（山形縣鶴岡市下名川字落合）

## 管内森林管理署

### 青森縣内
- 青森事務所
- 津輕森林管理署
  - 金木支署
- 青森森林管理署
- 下北森林管理署
- 三八上北森林管理署

### 岩手縣内
- 岩手北部森林管理署
- 三陸北部森林管理署
  - 久慈支署
- 三陸中部森林管理署
- 盛岡森林管理署
- 岩手南部森林管理署
  - 遠野支署

### 宮城縣内
- 宮城北部森林管理署
- 仙台森林管理署

### 秋田縣内
- 米代東部森林管理署
  - 上小阿仁支署
- 米代西部森林管理署
- 秋田森林管理署
  - 湯澤支署
- 由利森林管理署

### 山形縣内
- 莊内森林管理署
- 山形森林管理署
  - 最上支署
- 置賜森林管理署

## 關聯項目
- 林野廳
- 仁別森林博物館

## 外部連結
- （日語）東北森林管理局 （页面存档备份，存于）